# Colobome
 Mise en garde médicale
Le colobome oculaire (du Grec koloboma, signifiant « défaut ») est une anomalie de développement du cristallin, de l'iris, de la choroïde ou de la rétine survenant lors de la vie embryonnaire.
Le mot est formé à partir du grec ancien κολοβός / kolobos qui signifie : tronqué, mutilé.
Les différents types de colobome sont :
- colobome chorio-rétinien ;
- colobome du cristallin ;
- colobome irien ;
- colobome maculaire ;
- colobome palpébral ;
- colobome papillaire.

Il n'existe pas de traitement spécifique de cette affection, mais on doit surveiller l'apparition d'éventuelles complications comme des décollements de rétine ou des glaucomes, qu'il faut alors traiter rapidement.
Le colobome peut être associé à une atteinte de la taille du globe oculaire, appelée microphtalmie.

## Causes
Un colobome irien ou rétinien est possible dans les anomalies de la ligne médiane tel que retrouvé dans le déficit congénital en hormone de croissance[réf. souhaitée].

## Épidémiologie
Le taux de prévalence est d'environ 0,5 à 0,7 pour 10 000 naissances, ce qui en fait une anomalie relativement rare.

## Traitement
Le colobome de l'iris peut être traité de plusieurs façons. Une solution artificielle réside dans l'utilisation d'une lentille de contact cosmétique spécialisée avec une fente s'adaptant à la pupille.
Une réparation chirurgicale du défaut de l'iris est également possible. Dans certains cas, les chirurgiens peuvent visuellement fermer le colobome à l'aide de sutures.
La vision peut être améliorée par des lunettes, des lentilles de contact ou même par une chirurgie oculaire au laser, même si elle peut être limitée si la rétine est touchée ou s'il y a une amblyopie.